# Boston, Massachusetts
Boston je glavni i najveći grad američke savezne države Massachusetts. Prema procjeni iz 2008. ima 609.023 stanovnika, dok šire gradsko područje ima 4.522.858 žitelja.
Osnovali su ga 1630. puritanski kolonisti iz Engleske i nazvali prema Bostonu u Lincolnshireu. U gradu su se početkom 1770-ih odvijali događaji koji su doveli do Američkog rata za neovisnost, Bostonski masakr i Bostonska čajanka, stoga se Boston često naziva "kolijevkom suvremene Amerike".
Danas je grad među najznačajnijim kulturnim i financijskim središtima Sjedinjenih Država. U susjednom Cambridgeu nalazi se poznato sveučilište Harvard i tehnološki institut Massachusetts Institute of Technology.
Boston je grad s brojnim profesionalnim sportskim momčadima, među kojima su najznačajnije Boston Celtics (košarka), Boston Red Sox (bejzbol), New England Patriots (američki nogomet), Boston Bruins (hokej na ledu) te New England Revolution (nogomet).

## Vanjske poveznice
- Službena stranica (engl.)
- Stranica Turističke zajednice (engl.)

### Ostali projekti
|  | Zajednički poslužitelj ima još gradiva o temi Boston, Massachusetts |